# Ludger Honnefelder
Ludger Honnefelder (* 25. März 1936 in Köln) ist ein deutscher Philosoph und emeritierter Professor für Philosophie an der Universität Bonn.

## Wissenschaftlicher Werdegang
Honnefelder studierte ab 1955 Philosophie, katholische Theologie und Pädagogik in Bonn, Innsbruck und Bochum. 1964 folgte die Ordination und eine Tätigkeit im pastoralen Dienst des Erzbistums Köln.
Nach Promotion und Habilitation in Philosophie an der Universität Bonn war er von 1972 bis 1988 zunächst als Dozent und dann als Professor für Philosophie an der Theologischen Fakultät der Universität Trier und anschließend am Seminar für Katholische Theologie und am Institut für Philosophie der Freien Universität Berlin tätig. 1988 wurde er als Professor für Philosophie an die Universität Bonn berufen. Nach seiner Emeritierung 2001 nahm er von 2005 bis 2007 die neugeschaffene Guardini-Professur für Religionsphilosophie und Katholische Weltanschauung an der Theologischen Fakultät der Humboldt-Universität zu Berlin wahr. Von März 2009 bis 2012 war er als „Otto Warburg Senior Research Professor“ an der Theologischen Fakultät der Humboldt-Universität zu Berlin tätig.
Honnefelder war von 1993 bis 2007 geschäftsführender Direktor des von ihm mitgegründeten Instituts für Wissenschaft und Ethik der Universität Bonn. In den Jahren 1999 bis 2007 war Honnefelder ebenso geschäftsführender Direktor des als Zentrale Einrichtung der Universität und als Arbeitsstelle der Nordrhein-Westfälischen Akademie der Wissenschaften geführten Deutschen Referenzzentrums für Ethik in den Biowissenschaften. Von 1982 bis 1991 leitete er nebenamtlich die Bischöfliche Studienförderung Cusanuswerk. Von 1995 bis 2012 leitete er das in Bonn angesiedelte Albertus-Magnus-Institut, das mit der kritischen Ausgabe der Werke Alberts des Großen und ihrer Erforschung befasst ist.
Gastprofessuren führten ihn an die Saint Louis University in St. Louis (USA) und die Pontifícia Universidade Católica do Rio Grande do Sul (PUCRS) in Porto Alegre (Brasilien).

## Mitgliedschaften
Honnefelder ist Mitglied der Nordrhein-Westfälischen Akademie der Wissenschaften und Künste sowie der Europäischen Akademie für Wissenschaft und Künste. Von 1993 bis 2012 war er Mitglied der deutschen Delegation im Lenkungsausschuss für Bioethik des Europarats. Er gehörte der Enquete-Kommission „Recht und Ethik der modernen Medizin“ des Deutschen Bundestages in der 14. Wahlperiode an. Von 1991 bis 2015 war er Mitglied des Vorstands der Görres-Gesellschaft zur Pflege der Wissenschaften. Seit 1998 ist er Mitglied der Permanent Working Group on Science and Ethics (PWGSE) der All European Academies (ALLEA) sowie der Ethisch-rechtlichen Arbeitsgemeinschaft des Kompetenznetzwerks Stammzellforschung NRW.

## Ehrungen
Honnefelder ist seit 1999 Ehrendoktor der Universität Innsbruck; er ist Träger der Palacky-Medaille in Gold der Tschechischen Akademie der Wissenschaften und der Franciscan Institute Medal 2007. 2007 wurde ihm das Bundesverdienstkreuz verliehen. 2016 erhielt Honnefelder den Ehrenring der Görres-Gesellschaft.

## Forschungsschwerpunkte
Honnefelders Forschungsschwerpunkte liegen im Bereich der Metaphysik, der Ethik (unter besonderer Berücksichtigung der Angewandten Ethik) und der Anthropologie sowie der Geschichte der Philosophie in Mittelalter und früher Neuzeit. Honnefelder gilt als herausragender Kenner des Denkens von Duns Scotus.

## Publikationen (Auswahl)
- Ens inquantum ens. Der Begriff des Seienden als solchen als Gegenstand der Metaphysik nach der Lehre des Johannes Duns Scotus, Münster: Aschendorff 1979, 2. A. 1989.
- Scientia transcendens. Die formale Bestimmung der Seiendheit und Realität in der Metaphysik des Mittelalters und der Neuzeit (Duns Scotus – Suárez – Wolff – Kant – Peirce). Hamburg: Meiner 1990.
- Thomas von Aquin, Studienbrief der FernUniversität Hagen: Paradigmen des Philosophierens im Mittelalter 2, Hagen 1999.
- La métaphysique comme science transcendentale entre le Moyen Âge et les Temps Modernes, Paris: Presses Universitaire de France 2002.
- Johannes Duns Scotus. München: Beck 2005. ISBN 3-406-51116-3
- Was soll ich tun, wer will ich sein? Vernunft und Verantwortung, Gewissen und Schuld, Berlin: University Press 2007. ISBN 978-3-940432-05-6
- Woher kommen wir? Ursprünge der Moderne im Denken des Mittelalters, Berlin: University Press 2008. ISBN 978-3-940432-28-5
- Johannes Duns Scotus. Denker auf der Schwelle vom mittelalterlichen zum neuzeitlichen Denken, Paderborn: Ferdinand Schöningh 2011. ISBN 978-3-506-77229-9
- Albertus Magnus und die kulturelle Wende im 13. Jahrhundert – Perspektiven auf die epochale Bedeutung des großen Philosophen und Theologen, Münster: Aschendorf 2012. ISBN 978-3-402-11194-9
- Im Spannungsfeld von Ethik und Religion, Berlin: University Press 2014. ISBN 978-3-86280-073-5
- Was ist Wirklichkeit? Zur Grundfrage der Metaphysik, hg. von Isabelle Mandrella und Hannes Möhle, Paderborn: Ferdinand Schöningh 2016. ISBN 978-3-506-78491-9
- Sowie zahlreiche Beiträge und Herausgeberschaften aus den oben genannten Forschungsgebieten